# Rio Paramirim
Rio Paramirim är ett vattendrag i Brasilien.   Det ligger i delstaten Bahia, i den östra delen av landet, 700 km nordost om huvudstaden Brasília.
Omgivningarna runt Rio Paramirim är huvudsakligen savann. Runt Rio Paramirim är det glesbefolkat, med 8 invånare per kvadratkilometer.